# Parks (Luizjana)
Parks – wieś w Stanach Zjednoczonych, w stanie Luizjana, w parafii St. Martin.